# Radegast (legerleider)

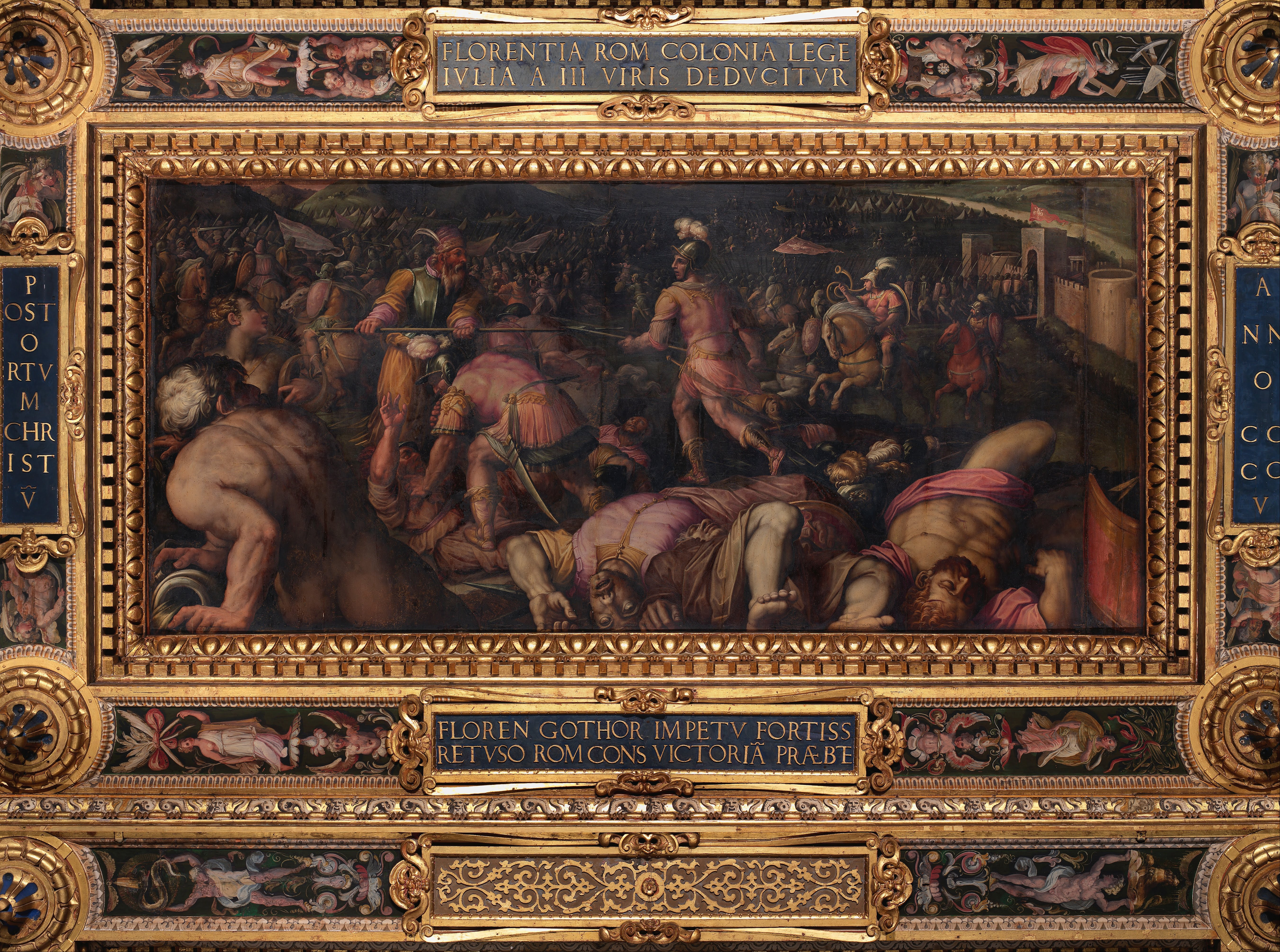
Giorgio Vasari, Defeat of Radagasio below Fiesole, 1563-1565

Radegast, ook geschreven als Radagast, of Radagaisus (ca. 350 - bij Fiesole, 23 augustus 406) was een Gotische leider. Er is niets omtrent hem bekend voorafgaand aan zijn invasie van Italië. De 6e-eeuwse historicus Zosimus noemde hem koning.Hij verzamelde aan het begin van de 5e eeuw een groot leger, hoofdzakelijke bestaande uit Germanen en deed daarmee hij een massale inval in Italië die uitmondde in de oorlog van Radegaisus. Deze oorlog eindigde in een bloedige gevecht op 23 augustus 406 waarin zijn leger werd verslagen.

## Geschiedenis
Omstreeks 400 zwierf een Gotische stam ten noorden van de Donau. Deze Goten hadden Pannonië verlaten en werden geleid door Radegast. Samen met twee andere leiders bracht hij een groot leger bijeen, bestaande uit Goten, Alanen en Vandalen. In 405 trok hij met dit leger naar het zuiden en viel het Romeinse Rijk binnen. De oorzaak voor deze opmars moet worden gezocht in de dreiging die uitging van de Hunnen.
Dit leger van Radegast kon gedurende zes maanden ongehinderd haar gang gaan en Noord-Italië plunderen. Een aantal Romeinse steden, o.a. Vindobona, Lauriacum en Flavia Solva werden daarbij verwoest. Pas in het voorjaar van 406 trok het Romeinse leger onder leiding van Stilicho tegen hen ten strijde. In de buurt van Florence bij Fiesole werd het leger van Radegast ingesloten en vernietigd. Radagast zelf werd door de Romeinen gevangengenomen en op 23 augustus 406 met zijn zonen vermoord. Zijn verslagen leger werd opgenomen in het Romeinse leger.